# ایجی اوکادا
ایجی اوکادا (انگلیسی: Eiji Okada؛ ۱۳ ژوئن ۱۹۲۰ – ۱۴ سپتامبر ۱۹۹۵) هنرپیشه اهل ژاپن بود. وی بین سال‌های ۱۹۴۶ تا ۱۹۹۵ میلادی فعالیت می‌کرد.
از فیلم‌هایی که وی در آن نقش داشته است، می‌توان به هیروشیما عشق من، زن در ریگ روان، جنوبگان و مادر اشاره کرد.